# اچ. رایدر هگرد
اچ. رایدر هگرد (انگلیسی: H. Rider Haggard؛ ۲۲ ژوئن ۱۸۵۶ – ۱۴ مهٔ ۱۹۲۵) یک نویسنده، پدیدآور و رمان‌نویس اهل بریتانیا بود. وی نویسنده رمان‌های ماجراجویانه بود. گنج سلیمان معروف ترین اثر این شاعر و نویسنده است.

## زندگی
اچ. رایدر هگرد در ۲۲ ژوئن ۱۸۵۶ به دنیا آمد. وی بنیانگذار سبک ادبی «جهان گمشده» است. داستان‌های هگرد که در دوره ویکتوریایی رخ می‌دهند، با اقبال عمومی روبه رو شدند. وی در سال ۱۸۷۵ در ۱۹ سالگی روانه آفریقای جنوبی شد و در خدمت سر هنری بولور کار کرد. در بازگشتش به انگلستان در سال ۱۸۸۲ همه وقتش را صرف نگارش کرد. هاگارد در ۱۴ مه ۱۹۲۵ در سن ۶۸ سالگی درگذشت.

## زندگی ادبی
هگرد رمان «معادن شاه سلیمان» (گنج‌های حضرت سلیمان) را در سال ۱۸۸۵ منتشر کرد که به شدت تحت تأثیر تجربیات زندگی خودش در مستعمرات آفریقا بود. 
 «آلن کواترمین» قهرمان این داستان بعدها قهرمان یک مجموعه کتاب شد که ۱۵ عنوان از آن به چاپ رسید. او یک مجموع نیز به قهرمانی شخصیتی به نام عایشه منتشر کرد.

## کتابشناسی
- معادن شاه سلیمان[۱][۲]
- ملکه آتش زنی که اطاعت از او باید کرد

## فیلم‌شناسی
- معادن شاه سلیمان (فیلم ۱۹۵۰)
- معادن شاه سلیمان (فیلم ۱۹۳۷)